# Neukirchen (Altmark)
Neukirchen (Altmark) (ⓘ) ist ein Ortsteil der Gemeinde Altmärkische Wische im Landkreis Stendal in Sachsen-Anhalt.

## Geographie

### Lage
Neukirchen (Altmark), ein langgestrecktes Reihendorf, liegt am Flüsschen „Aue Neukirchen“ in der Wische nahe der Elbe im Norden des Landkreises. Die Stadt Seehausen (Altmark) ist ca. acht Kilometer entfernt.
Nördlich des Dorfes beginnt das Biosphärenreservat Mittelelbe im Landschaftsschutzgebiet Aland-Elbe-Niederung. Durch Neukirchen führt die Straße der Romanik.
Nachbarorte sind Schönberg im Westen, Lichterfelde im Süden und Wendemark im Südosten.

### Ortsteilgliederung
Zum Ortsteil Neukirchen (Altmark) gehört der nördlich des Dorfes an der Elbe gelegene Wohnplatz Schwarzhof.

### Klima
In Neukirchen (Altmark) herrscht gemäßigtes Klima. Dieses wird von Osten vom Kontinentalklima und vom Westen vom atlantischen Seeklima beeinflusst. Der durchschnittliche jährliche Niederschlag für Neukirchen (Altmark) liegt bei 546 mm. Trockenster Monat ist der Februar mit einer Niederschlagsmenge von 31 mm, wohingegen der meiste Niederschlag im Juni mit durchschnittlich 63 mm fällt. Die Jahresdurchschnittstemperatur liegt bei 8,8 °C. Der statistisch wärmste Monat ist der Juli mit durchschnittlichen 17,9 °C. Der Monat Januar, als kältester Monat im Jahr, weist eine Durchschnittstemperatur von 0 °C auf.
|                        | Jan  | Feb  | Mär  | Apr  | Mai  | Jun  | Jul  | Aug  | Sep  | Okt | Nov | Dez  |   |      |
| Mittl. Temperatur (°C) | 0    | 0,4  | 3,6  | 7,8  | 12,7 | 16,3 | 17,9 | 17,5 | 14,1 | 9,4 | 4,8 | 1,5  | ⌀ | 8,9  |
| Mittl. Tagesmax. (°C)  | 2,4  | 3,2  | 7,4  | 12,4 | 17,9 | 21,3 | 22,7 | 22,4 | 18,6 | 13  | 7,3 | 3,8  | ⌀ | 12,7 |
| Mittl. Tagesmin. (°C)  | −2,4 | −2,4 | −0,1 | 3,3  | 7,6  | 11,3 | 13,2 | 12,7 | 9,6  | 5,9 | 2,3 | −0,7 | ⌀ | 5,1  |
|                        |      |      |      |      |      |      |      |      |      |     |     |      |   |      |
| Niederschlag (mm)      | 40   | 31   | 36   | 40   | 51   | 63   | 58   | 59   | 44   | 38  | 42  | 44   | Σ | 546  |

| −2,4 |

| −2,4 |

| −0,1 |

| 3,3 |

| 7,6 |

| 11,3 |

| 13,2 |

| 12,7 |

| 9,6 |

| 5,9 |

| 2,3 |

| −0,7 |

| −2,4 |

| −2,4 |

| −0,1 |

| 3,3 |

| 7,6 |

| 11,3 |

| 13,2 |

| 12,7 |

| 9,6 |

| 5,9 |

| 2,3 |

| −0,7 |

## Geschichte

### Dorf
Das Dorf Neukirchen wurde im Jahr 1263 als in Nienkirken erstmals urkundlich genannt, als die von Redichsdorf und die von Plaue den von ihnen gestifteten Marien-Altar in Werben (Elbe) Einnahmen widmeten. Waldemar, Markgraf der Mark Brandenburg, schenkte im Jahr 1319 Besitzungen seines Hofes in der curia Aulosen an das Kloster Amelungsborn. Dazu gehörten 17 Dörfer, darunter das Dorf Nywenkerken. Weitere Nennungen waren 1344 ville nyenkirke, 1541 Nienkirchen und 1687 Neukirchen 1804 wurden Dorf und Gut Neukirchen mit Freihof, Schmiede, Windmühle und Krug aufgeführt.
Die Windmühle Neukirchen stand nördlich des Dorfes am heutigen Mühlenweg.
Während der Bodenreform erhielten im Jahr 1948 32 Vollsiedler jeder über fünf Hektar, acht Kleinsiedler jeder unter fünf Hektar Land. Im Februar 1953 gründeten vier Siedler die erste Landwirtschaftliche Produktionsgenossenschaft vom Typ III, die LPG „Williams“.
Zu einer Namensänderung kam es am 23. Dezember 1997, als sich die Gemeinde von Neukirchen in Neukirchen (Altmark) umbenannte. Das Statistische Landesamt Sachsen-Anhalt führte den 1. Januar 1998 als Wirkungsdatum an.

### Rittergut Neukirchen

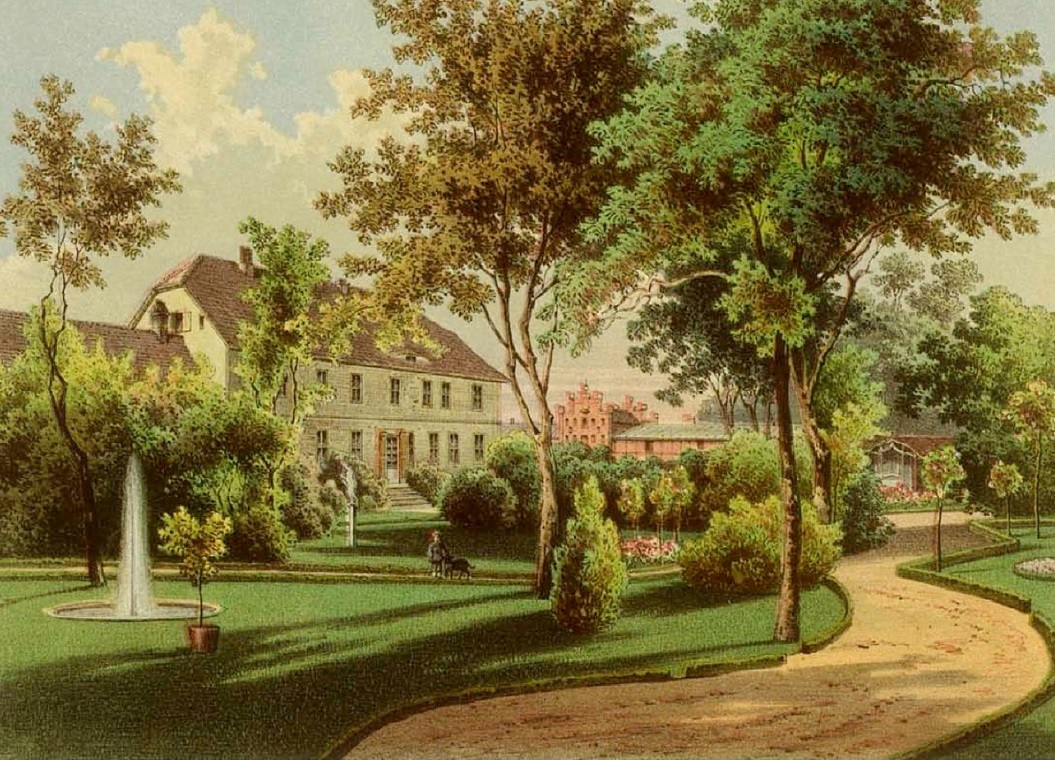
Rittergut Neukirchen (zwischen 1857 und 1883)

Das Rittergut war ursprünglich ein kleiner Ackerhof. Für die Zeit von 1244 bis 1930 wurden 26 Eigentümer bekannt. 1744 wurde durch Friedrich von Grävenitz das Herrenhaus gebaut. Im Jahr 1890 wurde das Rittergut an Felix Hoesch aus Düren verkauft, der sich der Züchtung des veredelten deutschen Landschweins und des rheinisch-deutschen Kaltblutpferds widmete. Es entstanden ein moderner Schweinestall, ein Fohlenstall und ein moderner Milchviehstall mit Hochsilos. Im Jahr 1930 wurde das Gut an die Siedlungsgesellschaft Sachsen-Anhalt verkauft, die einen Teil der Flächen zur Aufsiedlung an Siedler veräußerte. Das Restgut wurde 1945 enteignet. Nachdem das Gut bei der Bodenreform aufgeteilt worden war, wohnten Siedler im Herrenhaus, in den Arbeiterwohnungen und im Schweinestall. Der Vorsitzende der Ortsbodenkommission teilte sich den Fohlenstall zu und baute ihn für sich als Wohnhaus aus. Ab 1954 nutzte die LPG „Williams“ das Herrenhaus als Büro. Das Herrenzimmer des Hauses diente als Gaststätte, der Saal als Kino- und Tanzsaal für die Gemeinde. Im Jahr 1989 zogen LPG und Gemeinde aus dem Herrenhaus aus, 1990 schloss die Gaststätte. Die Treuhandanstalt erreichte 1995, dass es keine Nutzung der Räume mehr gab. Damit begann der Verfall des Herrenhauses. In den Folgejahren wechselten mehrfach die Eigentümer. 2018 wurde eine Scheune durch Brand zerstört und musste abgebrochen werden.

### Eingemeindungen
Bis 1807 gehörte das Dorf zum Seehausenschen Kreis der Mark Brandenburg in der Altmark. Zwischen 1807 und 1813 lag es im Kanton Werben auf dem Territorium des napoleonischen Königreichs Westphalen. Ab 1816 gehörte die Gemeinde zum Kreis Osterburg, dem späteren Landkreis Osterburg.
Am 25. Juli 1952 wurde die Gemeinde Neukirchen in den Kreis Seehausen umgegliedert. Am 2. Juli 1965 wurde sie dem Kreis Osterburg zugeordnet. Seit dem 1. Juli 1994 gehörte sie zum Landkreis Stendal.
Bis zum 31. Dezember 2009 war Neukirchen eine selbständige Gemeinde mit dem Wohnplatz Schwarzhof und gehörte der früheren Verwaltungsgemeinschaft Seehausen (Altmark) an.
In einen Gebietsänderungsvertrag hatten die Gemeinderäte der Gemeinden Falkenberg, Lichterfelde, Neukirchen (Altmark) und Wendemark beschlossen, dass ihre Gemeinden aufgelöst und zu einer neuen Gemeinde mit dem Namen Altmärkische Wische vereinigt werden. Dieser Vertrag wurde vom Landkreis als unterer Kommunalaufsichtsbehörde genehmigt und trat am 1. Januar 2010 in Kraft.

### Einwohnerentwicklung
| Jahr | Einwohner |
| ---- | --------- |
| 1734 | 234       |
| 1775 | 219       |
| 1789 | 265       |
| 1798 | 274       |
| 1801 | 230       |
| 1818 | 300       |
| 1840 | 452       |
| 1864 | 485       |

| Jahr | Einwohner |
| ---- | --------- |
| 1871 | 468       |
| 1885 | 431       |
| 1895 | 402       |
| 1900 | [00]384   |
| 1905 | 437       |
| 1910 | [00]429   |
| 1925 | 488       |
| 1939 | 325       |

| Jahr | Einwohner |
| ---- | --------- |
| 1946 | 567       |
| 1964 | 415       |
| 1971 | 403       |
| 1981 | 344       |
| 1993 | 316       |
| 2006 | 274       |
| 2008 | [00]264   |
| 2011 | [00]254   |

| Jahr | Einwohner |
| ---- | --------- |
| 2012 | [00]251   |
| 2014 | [00]227   |
| 2020 | [00]222   |
| 2021 | [00]220   |
| 2022 | [0]217    |
| 2023 | [0]211    |

Quelle, wenn nicht angegeben, bis 2006:

## Religion
Die evangelische Kirchengemeinde Neukirchen gehörte früher zur Pfarrei Neukirchen in der Altmark. Die Kirchengemeinde gehört heute zum Kirchspiel Werben. Ursprünglich vom Pfarrbereich Werben betreut, wird sie seit 2018 vom Pfarrbereich Seehausen des Kirchenkreises Stendal im Bischofssprengel Magdeburg der Evangelischen Kirche in Mitteldeutschland betreut.
Die ältesten überlieferten Kirchenbücher für Neukirchen stammen aus dem Jahr 1654.

## Politik

### Bürgermeister
Die letzte Bürgermeisterin der Gemeinde Neukirchen war Kerstin Musche. Ihr Vorgänger war Gerhard Kayatz.

## Kultur und Sehenswürdigkeiten
- Die evangelische Dorfkirche Neukirchen ist eine ursprünglich frühgotische Backsteinkirche mit eingezogenem Rechteckchor aus dem 13. Jahrhundert. Im Zuge einer Verbreiterung des Chors wurde das Bauwerk 1726 zu einer barocken Saalkirche.[26]
- Der Gutspark Neukirchen wurde durch einen Beschluss des Rates des Kreises Osterburg vom 16. Januar 1969 als „Geschützter Park“ ausgewiesen.[3]
- Die Elbe liegt zwei Kilometer vom Dorfkern Neukirchens entfernt. Es finden sich hier seltene Restbestände von Schwarzpappel-Auenwäldern und ein Badesee. In den temporären Gewässern hinter dem Deich sind im Frühjahr Rotbauchunken und Urzeitkrebse zu finden.
- In Neukirchen steht am östlichen Ortsausgang ein Denkmal für die Gefallenen der beiden Weltkriege, eine Granitplatte mit Namenstafeln.[27]
- Der Ortsfriedhof liegt östlichen Teil des Dorfes unweit der Kirche.

## Verkehrsanbindung
Durch den Ort führt die Straßenverbindung von Seehausen (Altmark) (Anschluss an die Bundesstraßen 189 und 190) nach Werben (Elbe). Der nächste Bahnhof ist Seehausen (Altm) an der Bahnstrecke Wittenberge–Magdeburg, zehn Kilometer westlich von Neukirchen.

## Persönlichkeiten
- Felix Hoesch (1866–1933) war Landwirt, Gutsbesitzer in Neukirchen (1890–1929) und Mitglied des Deutschen Reichstags